# Margaretha Roosenboom
Margaretha Cornelia Johanna Wilhelmina Henrietta (Margaretha) Roosenboom, ook Marguerite Roosenboom, (Den Haag, 24 oktober 1843 - Voorburg, 26 december 1896) was een Nederlandse kunstschilderes en tekenares.

## Leven
Roosenboom werd in 1843 in Den Haag geboren als dochter van landschapsschilder Nicolaas Johannes Roosenboom en Maria Cornelia Margaretha Schelfhout. Op jonge leeftijd verhuisde zij met haar ouderlijk gezin naar Brussel, waar zij schilderles kreeg van haar vader. Rond haar vierentwintigste jaar keerde zij terug naar Nederland om zich te bekwamen in de kunst van het aquarelleren. Zij liet zich door haar grootvader van moederskant, de schilder Andreas Schelfhout, de fijne kneepjes van dat vak leren. Via haar grootvader werd ze ingeleid in de Nederlandse romantiek.
Roosenboom trouwde op 1 december 1892 te Voorburg met de kunstschilder Johannes Gijsbert Vogel, weduwnaar van haar nicht Maria van Wielik die elf maanden eerder overleed. Zij woonde al enkele jaren daarvoor bij hen in huis, eerst in Hilversum vanaf 1887 en drie jaar later in Voorburg.  Zij overleed in december 1896 aan de gevolgen van een valpartij op 53-jarige leeftijd in haar woonplaats Voorburg. 

## Werk

### Algemene introductie
Roosenboom schilderde vooral stillevens, zowel met bloemen als met vruchten. Vooral rozen vormden het centrale thema van haar stillevens. Haar werken worden getypeerd door een verfijnd gebruik van pastelkleur en compositie en verschillen door Roosebooms zoektocht naar naturalisme en simpliciteit van bloemstillevens die haar negentiende-eeuwse voorgangers creëerden. Deze kenmerken leiden ertoe dat critici Roosebooms werk als 'vrouwelijk' omschrijven.
Roosenboom werd lid van het Haagse kunstenaarsgezelschap Pulchri Studio waar ze regelmatig haar werk exposeerde, ook al voor haar lidmaatschap. Ook was zij buitenlid van het Amsterdamse gezelschap Arti et Amicitiae. Het werk van Roosenboom was zeer in trek. Zij exposeerde niet alleen in Nederland, maar ook in Duitsland, Engeland, Oostenrijk en de Verenigde Staten. 
Haar werk werd bekroond tijdens twee wereldtentoonstellingen, die van 1873 in Wenen en die van 1893 in Chicago. Ook in Atlanta werd haar werk in 1895 met een gouden medaille bekroond. 
Haar werk is opgenomen in de museale collecties van het Rijksmuseum Amsterdam, het Museum Mesdag in Den Haag, het Museum voor Moderne Kunst Arnhem, het Museum Boijmans Van Beuningen in Rotterdam, Teylers Museum in Haarlem en het Centraal Museum in Utrecht.
Margaretha Roosenboom gaf les aan verschillende kunstenaressen, waaronder Maria Beelaerts van Blokland, Maria Bruyn Kops, Carolina Caland, Helene Cramer, Sara Henze, Adrienne van Hogendorp-s', Philippine Quarles van Ufford, Cornelia Schouten, Johanna Smid, Wilhelmine Suy, Maria Wuytiers en Maria Zubli-van den Berch van Heemstede.

### Werken

#### Haagse Weeskinderen (1874)

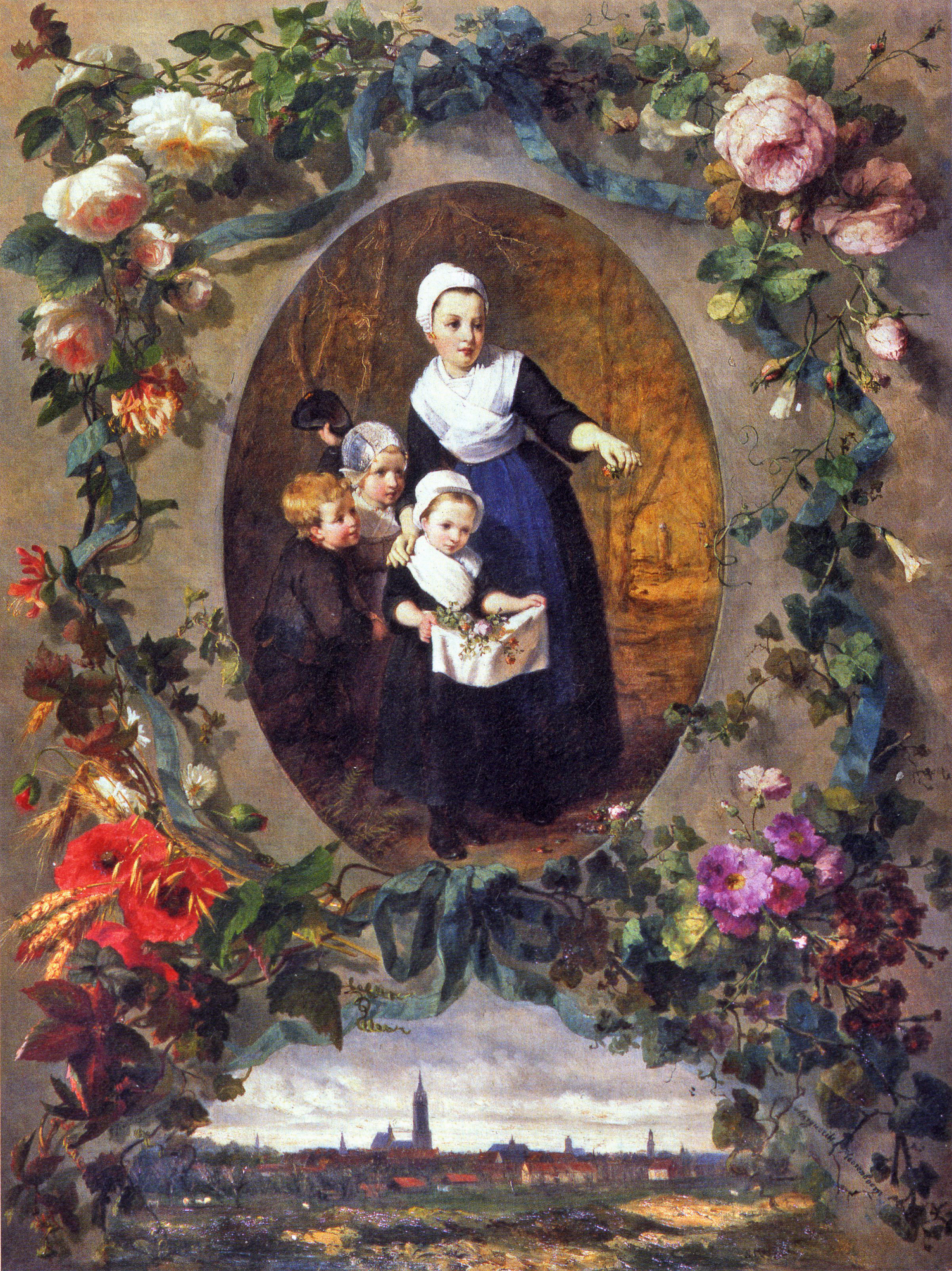
"Haagse Weeskinderen" uit 1874

Samen met Gerardine van de Sande Bakhuyzen, Sientje van Houten en Kate Bisschop-Swift schilderde zij in 1874 "Haagse weeskinderen", een schilderij voor de toenmalige koningin Sophie ter gelegenheid van het 25-jarig regeringsjubileum van haar man koning Willem III.

#### Stilleven met bloemkool en andijvie (1898) en Stilleven met aardbeien in een witte schaal (1880 - 1896)
"Stilleven met bloemkool en andijvie" (Rijksmuseum Hendrik Willem Mesdag, Den Haag) werd in 1898 postuum tentoongesteld en is het enige werk uit Roosenbooms oeuvre dat groenten bevat. In haar oeuvre worden ook andere vruchten teruggevonden op "Stilleven met aardbeien in een witte schaal"  (1880-1896).

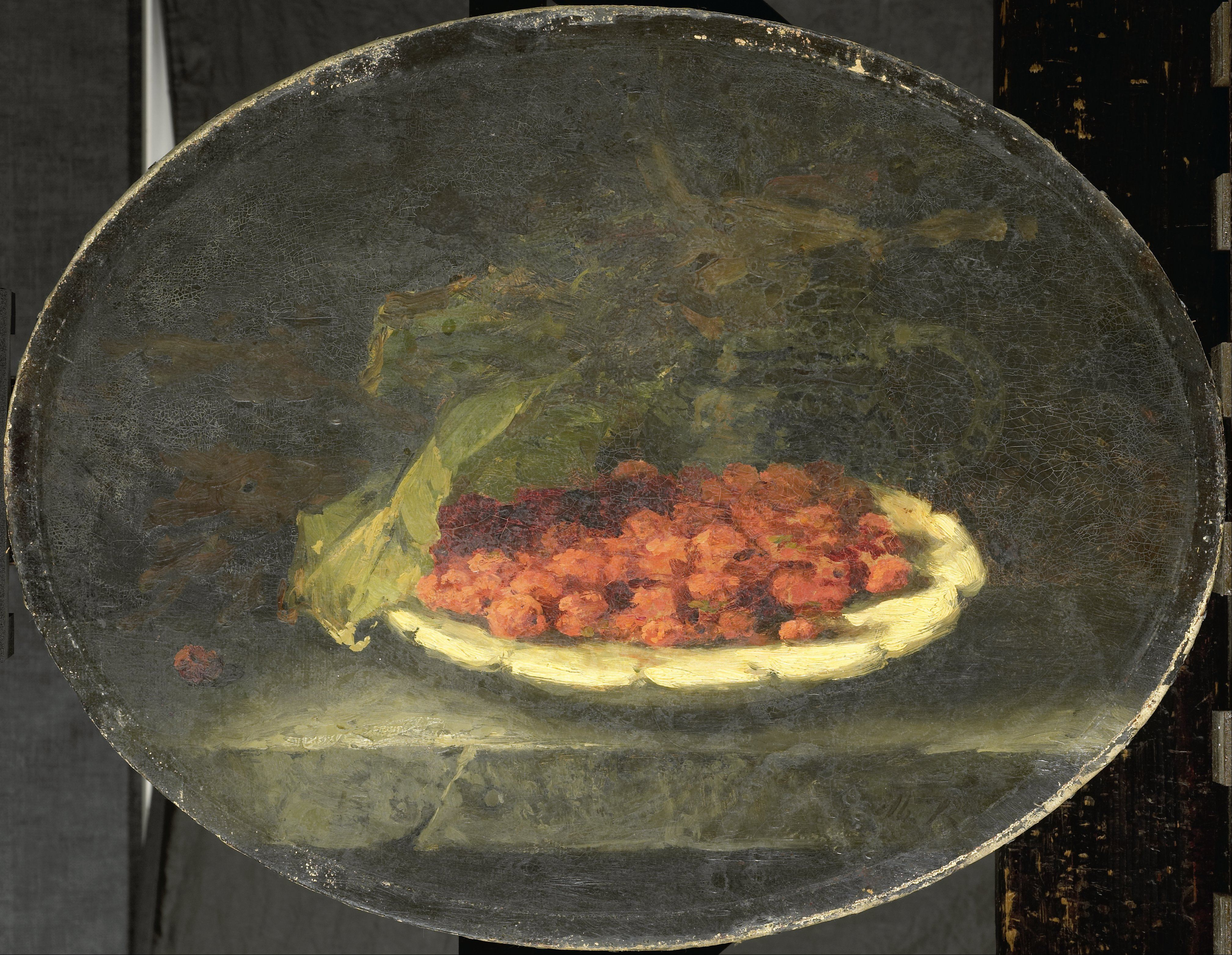
"Stilleven met aardbeien in een witte schaal"(1880 - 1896)

Stilleven met rozen en een gitaar (1880 - 1896)
Niet al Roosenbooms stillevens bevatten bloemstukken in vazen. Ze hanteert soms ook een lossere stijl, zoals in het werk "Stilleven met rozen en een gitaar" (1880 - 1896). Voor dit werk ontving Roosenboom een gouden medaille.

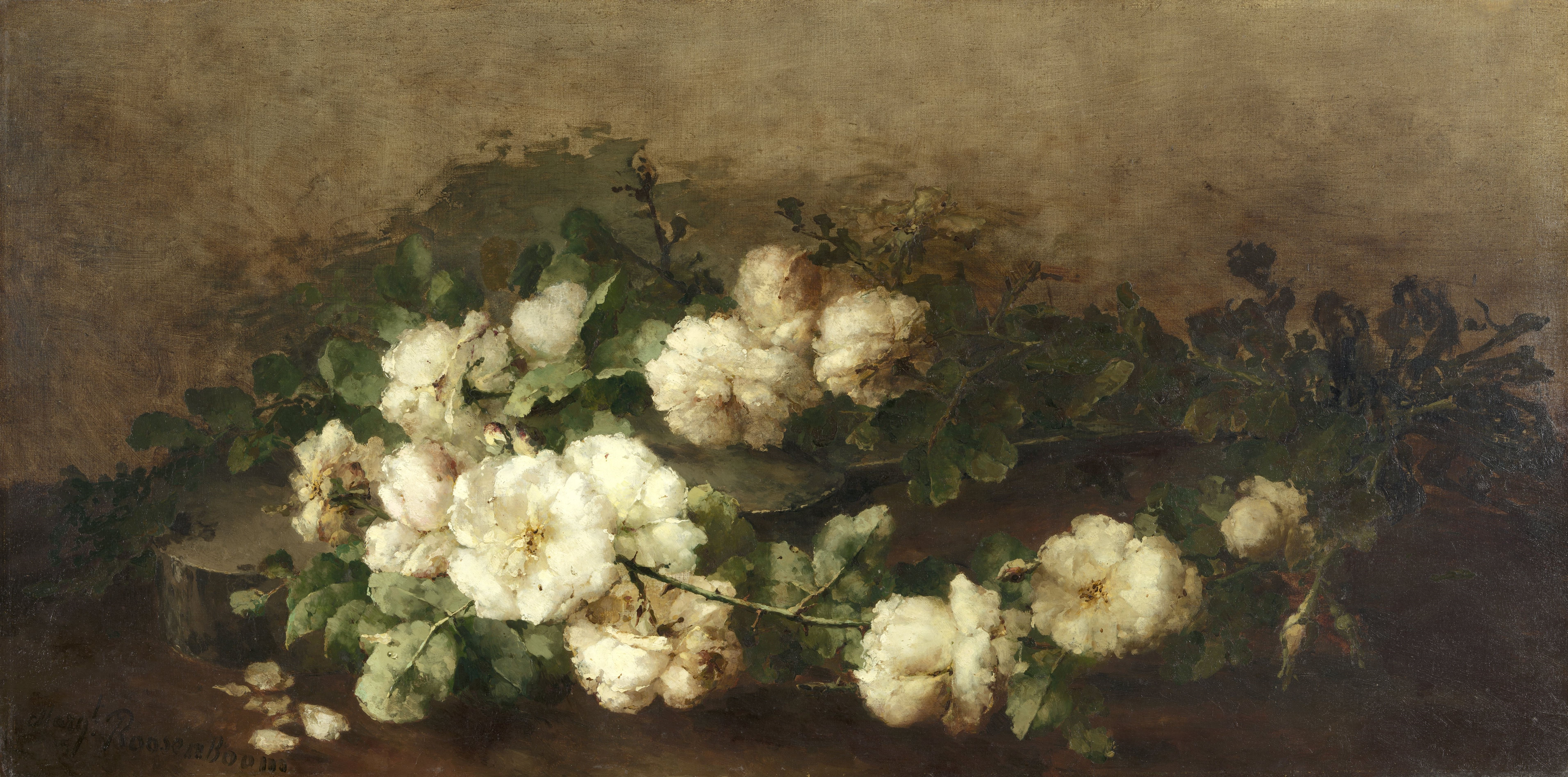
"Stilleven met rozen en een gitaar" (1880 - 1896)

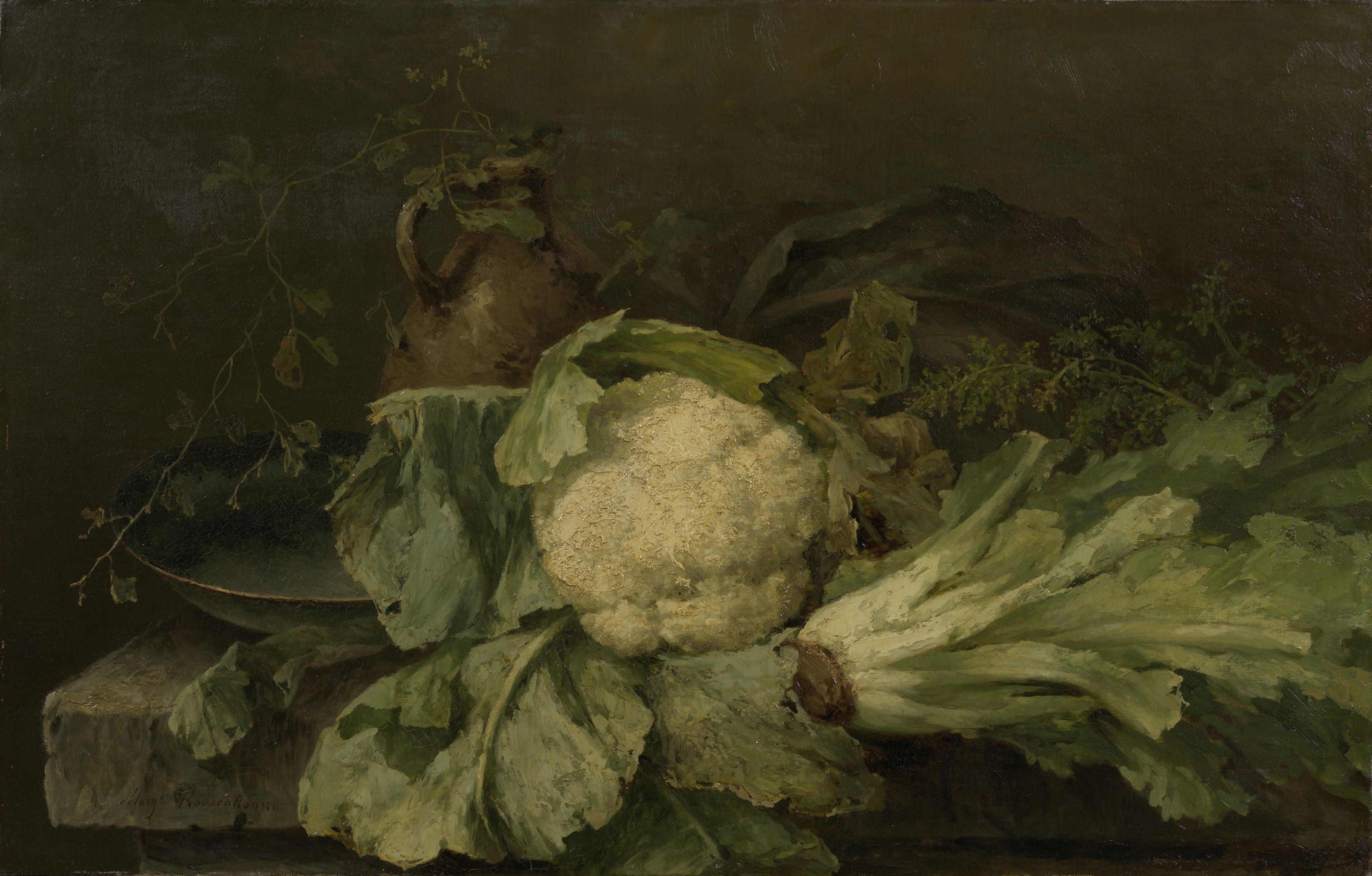
"Stilleven met bloemkool en andijvie" (1898)

## Trivia
Margaretha Roosenboom is opgenomen in 1001 vrouwen uit de Nederlandse geschiedenis.
- Biografisch Portaal: 63282064
- Gemeinsame Normdatei: 1043223495
- International Standard Name Identifier: 0000 0000 6963 7238
- Nederlandse Thesaurus van Auteursnamen: 272612782
- RKD-Nederlands Instituut voor Kunstgeschiedenis: 68096
- Union List of Artist Names: 500007879
- Virtual International Authority File: 95729147
- WorldCat: E39PBJgd6DJ7FhpYKPGvx9pgKd